# Gustaf Gründgens

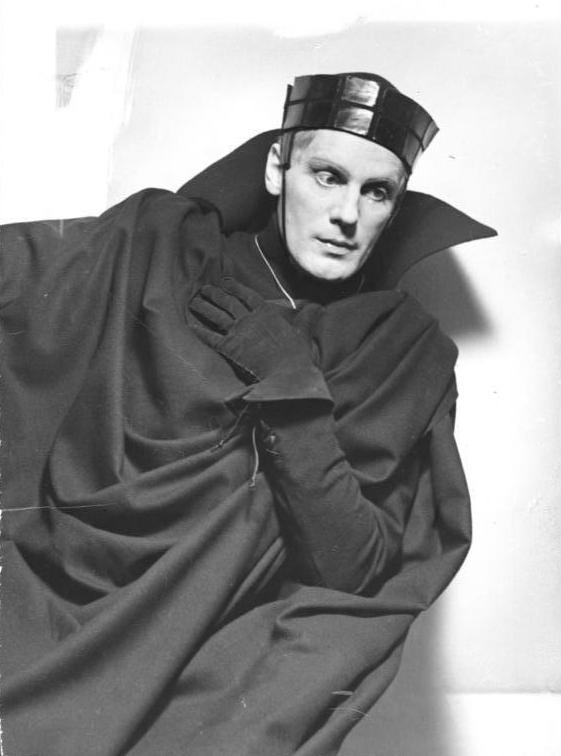
Gustaf Gründgens som Hamlet 1936.

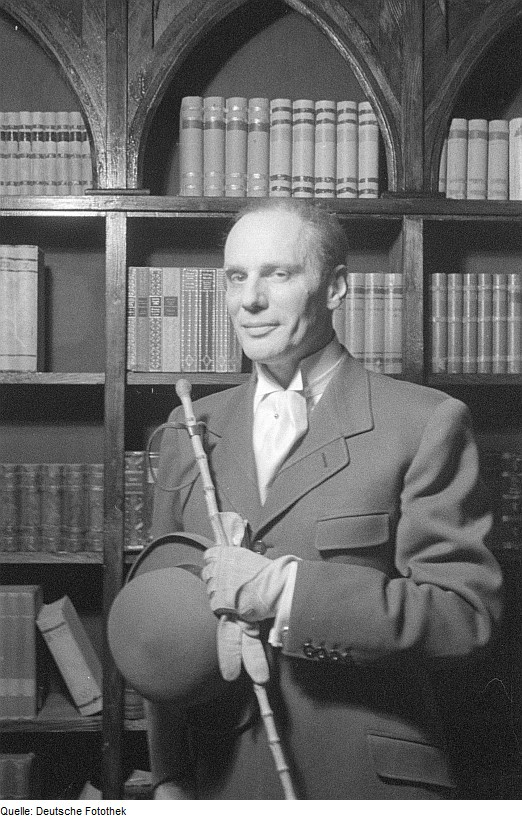
Gustaf Gründgens i en scen ur teaterpjäsen Der Snob 1946.

Gustaf Gründgens, född Gustav Heinrich Arnold Gründgens den 22 december 1899 i Düsseldorf, Nordrhein-Westfalen, död 7 oktober 1963 i Manila, Filippinerna, var en tysk skådespelare och regissör.

## Biografi
Gustaf Gründgen medverkade redan under första världskriget vid den tyska frontteatern. Efter fredsslutet genomgick han den av Louise Dumont och Gustav Lindemann ledda teaterskolan i Düsseldorf, kom visa kortare engagemang till kammerspeiele i hamburg, där han stannade 1922–1928. Han spelade han för första gången några av de roller, som han senare skulle bli berömd för, Hamlet och Mefistofeles i Goethes pjäs. Han anförtroddes även regiuppgifter. Bland andra rollre från denna tid märks titelrollerna i Danton och Örnungen. 1928 kom Gründgens till Deutsches Theater i Berlin och 1931 till Staatstheater i Berlin som regissör och skådespelare. 1934 blev Grüngens ställföreträdande konstnärlig ledare för Berliner Schauspielhaus och knöts något senare till ledningen för den nybildade Riksteaterkammaren. Samma år blev han chef för Staalisches Schauspelhaus och 1936 utnämnd till preussiskt statsråd. Gründgens blev 1943 utttagen till fronttjänst. Från 1937 till 1945 var han chef för Preussisches Staatstheater. Hans karriär fortsatte med chefskap för Düsseldorfs Schauspielhaus 1947–1955 och för Deutsches Schauspielhaus i Hamburg 1955–1963.
Gustaf Gründgens var också en av Tysklands främsta skådespelare och regissörer, verksam såväl inom teatern som filmen. Särskilt berömd har hans tolkning av Mephisto (en djävul) i Goethes Faust blivit. Hans hållning under nazisttiden har varit föremål för en häftig debatt. Ofta, bland annat av den tidigare svågern och samarbetspartnern Klaus Mann i dennes nyckelroman Mephisto (1936), har han betraktats som en utpräglad medlöpare.
Även om han också ibland gav stöd åt förföljda kolleger, är det otvetydigt att Gründgens gjorde en mycket framgångsrik karriär under nazistregimens beskydd. Han lyckades få utgivningen av Klaus Manns roman stoppad, och även efter hans död fortsatte förbudet. Romanen kom inte ut i Tyskland förrän 1981. Efter krigsslutet blev Gustaf Gründgens internerad nio månader i sovjetisk fångenskap, men därefter startade han en ny karriär och blev återigen hyllad.
Åren 1926–1929 var han gift med Erika Mann och 1936–1946 var han gift med Marianne Hoppe.

## Filmografi i urval

### Som regissör
- 1934 – Storhertigens finanser
- 1939 – Effi Briest
- 1960 – Faust

### Som skådespelare
- 1930 – Hokuspokus
- 1931 – M
- 1931 – Varför ler du Mona Lisa?
- 1932 – Grevinnan av Monte Cristo
- 1933 – Din för evigt
- 1934 – Polisens villebråd
- 1934 – En furstinnas kärlek
- 1935 – Blomsterflickan
- 1937 – Kapriolen
- 1941 – Musikens vagabond
- 1941 – Ohm Krüger
- 1960 – Ett glas vatten
- 1960 – Faust